# PP–90
A PP–90 (orosz betűkkel: ПП–90 – Пистолет-пулемёт 1990, magyar átírásban: Pisztolet-pulemjot obrazec 1990, magyarul: 1990-es mintájú géppisztoly) egy orosz 9 mm-es összecsukható géppisztoly, melyet a tulai KBP tervezőirodában fejlesztettek ki az Orosz Belügyminisztérium (MVD) speciális egységei számára. A fegyvert kifejezetten helyiségharcra fejlesztették ki. A Belügyminisztérium mellett a Szövetségi Biztonsági Szolgálatnál (FSZB) és a Szövetségi Védelmi Szolgálatnál (FSZO) is rendszeresítették.

## Tervezet
A PP–90 csak sorozatlövés leadására alkalmas, szabad hátrasiklású, a 9×18 mm Makarov töltényt tüzeli. A fegyver némi hasonlóságot mutat az amerikai Ares cég által gyártott 9 mm-es FMG géppisztollyal.
A PP–90 a következő főbb alkatrészcsoportokból épül fel: tok, amely magában foglalja a csövet, mechanizmus (zár és hátrasikló szerkezet), biztosító, tűzváltókar, pisztolymarkolat a tárral és a válltámasz. Összecsukott állapotban (a zár elülső, zárt pozícióban) a pisztolymarkolat és a tár a cső alá van hajtva és a válltámasszal van elfedve. Az összehajtott fegyver téglatest alakú - 270×90×32 mm-es méretekkel, minden kiálló rész el van fedve, így megkönnyítve a fegyver elrejtését. A fegyvert tűzkésszé a válltámasz kinyitásával lehet tenni (ekkor a pisztolymarkolat a tárral, az elsütőbillentyű és a sátorvas a helyére pattan), a biztosító kienged, a zár pedig megfeszül. A zár felhúzókarja a tok hátuljára került és a válltámasz alatt található.
A tervezés során nagy hangsúlyt fektettek a biztonságra. A fegyver kialakítása miatt összecsukott vagy teljesen ki nem nyitott állapotban lehetetlen elsütni. A PP–90 géppisztolyt ellátták manuális biztosítóval és tűzváltóval. A biztosítókart a tok bal oldalára szerelték, két állása van: a felső „P” állás esetében biztosított, az alsó „O” állás esetében automata tüzelési módban van.
A géppisztoly 30 töltényes szekrénytárból tüzel, melyet az üreges pisztolymarkolatba kell beilleszteni.
A célzott lövések leadásához a fegyvert ellátták felpattintható nyílt irányzékokkal, melyek lehajtott állásban a tokfedél tetejével párhuzamosan fekszenek. A menetes pisztolycsövet hangtompítóval is fel lehet szerelni.
A géppisztolyt a cseretárakkal és a tisztítóecsettel egy pisztolytáskában hordják. A fegyvert el lehet látni vállszíjjal is.

## Változatok
- PP–92 – 9×19 mm Parabellum pisztolylőszerre kalibrált változat.
- PP–90M – Félautomata változat.

## Fordítás
- Ez a szócikk részben vagy egészben  a   PP-90 című angol Wikipédia-szócikk ezen változatának fordításán alapul.  Az eredeti cikk szerkesztőit annak laptörténete sorolja fel. Ez a jelzés csupán a megfogalmazás eredetét és a szerzői jogokat jelzi, nem szolgál a cikkben szereplő információk forrásmegjelöléseként.